# Mijovce
Mijovce (cyr. Мијовце) – wieś w Serbii, w okręgu pczyńskim, w mieście Vranje. W 2011 roku liczyła 52 mieszkańców.